# Wardruna
Wardruna est un groupe de néofolk et ambient norvégien de Bergen fondé par Einar Selvik (Kvitrafn) avec Kristian Espedal (Gaahl) et Lindy Fay Hella.
Le projet est basé sur les anciennes croyances nordiques. Par sa musique le groupe cherche à plonger l'auditeur dans une version actualisée et modernisée des sonorités que pouvaient créer les Vikings il y a plus de 900 ans.

## Histoire du groupe
Einar Selvik, issu de la scène black metal, fonde Wardruna au début des années 2000 en s'associant rapidement avec son ancien camarade de Gorgoroth, Kristian Espedal (avec lequel il discute des aspects conceptuels), et la chanteuse originaire de Bergen, Lindy Fay Hella, qu'il connaît bien.

### Trilogie Runaljod

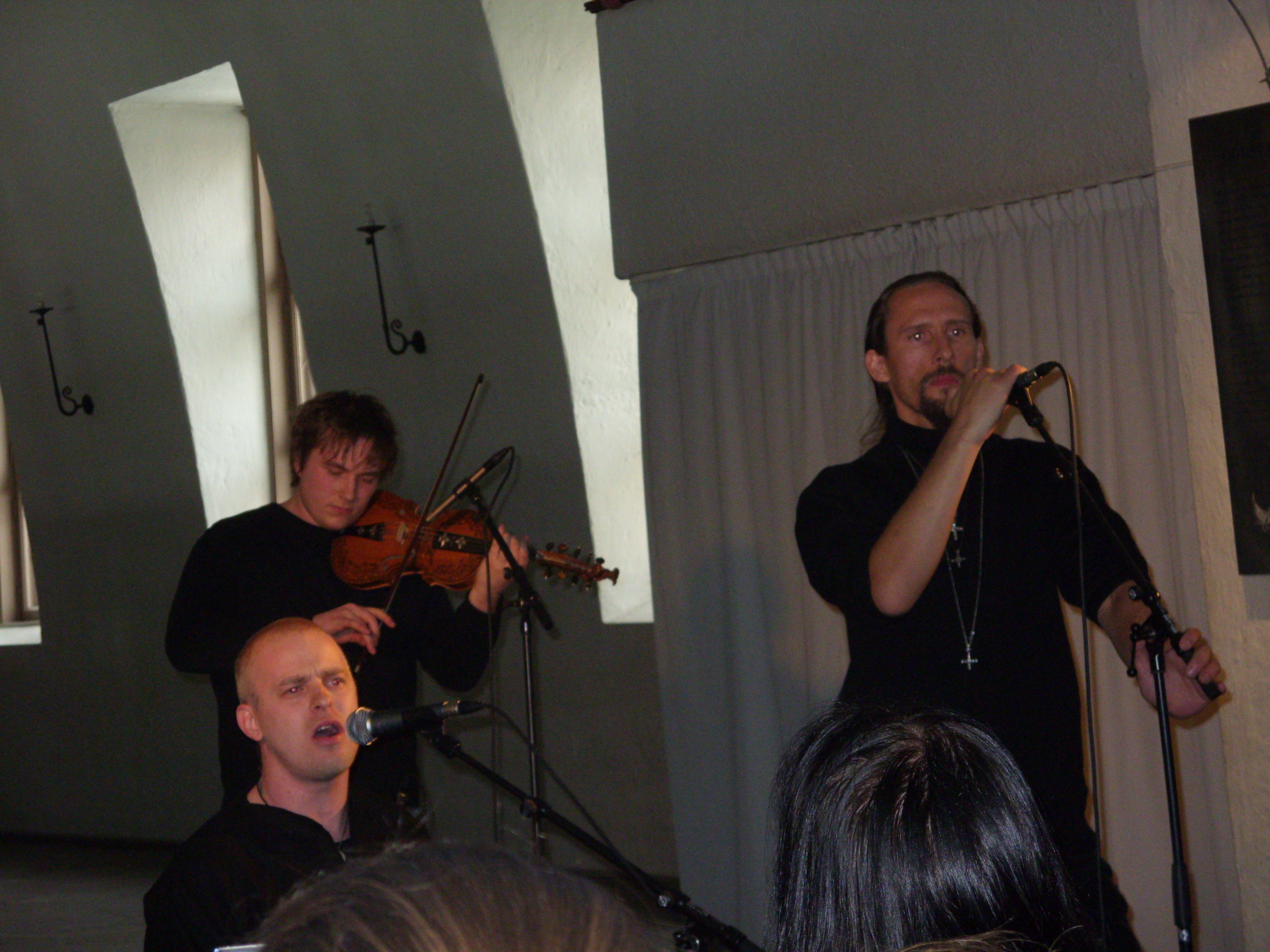
Une partie du groupe, dont Einar Selvik (en bas à gauche) et Kristian Espedal (à droite), au festival metal Inferno (Oslo) en 2009.

Les trois premiers albums de Wardruna font partie d'une trilogie centrée sur l'alphabet runique, plus précisément le vieux futhark. Le projet est lancé en 2003. Le groupe publie un premier album en 2009 Runaljod – Gap Var Ginnunga, basé sur les huit premières runes (Hagal, Bjarkan, Thurs, Jara, Laukr, Kauna, Algir et Dagr).
En 2013, un deuxième album sort sous le nom de Runaljod – Yggdrasil (en). Cet album se base sur les huit runes suivantes du vieux futhark (Fehu, NaudiR, EhwaR, AnsuR, Iwar, Ingwar, Gibu et Sowelu).
Le 14 avril 2015, le groupe annonce que Kristian Espedal (Gaahl) quitte le groupe en tant qu'interprète de concert. Il sera toutefois présent dans l'album Runaljod – Ragnarok.
Le 4 mai 2016, le groupe met sur YouTube une vidéo annonçant la sortie de son troisième album pour l'automne 2016. Ce dernier, Runaljod – Ragnarok, sort le 21 octobre 2016, concluant ainsi la trilogie Runaljod basée sur le vieux futhark avec les dernières runes (Tyr, UruR, Isa, MannaR : Drivande, MannaR : Liv, Raido, Pertho, Odal, Wunjo et Runaljod.

### Skald
Le 8 novembre 2018, Wardruna met en ligne une nouvelle vidéo présentant une version acoustique de « Voluspá », morceau tiré de l'album Skald sorti le 23 novembre 2018.

### Kvitravn
En 2021, le groupe sort un nouvel album nommé Kvitravn, accompagné d'une vidéo en partenariat avec Ragnarok Film diffusée sur Youtube. La recherche musicale renouant avec une culture dite viking est appréciée par la critique.

## Participation à la bande son de la sérieVikings

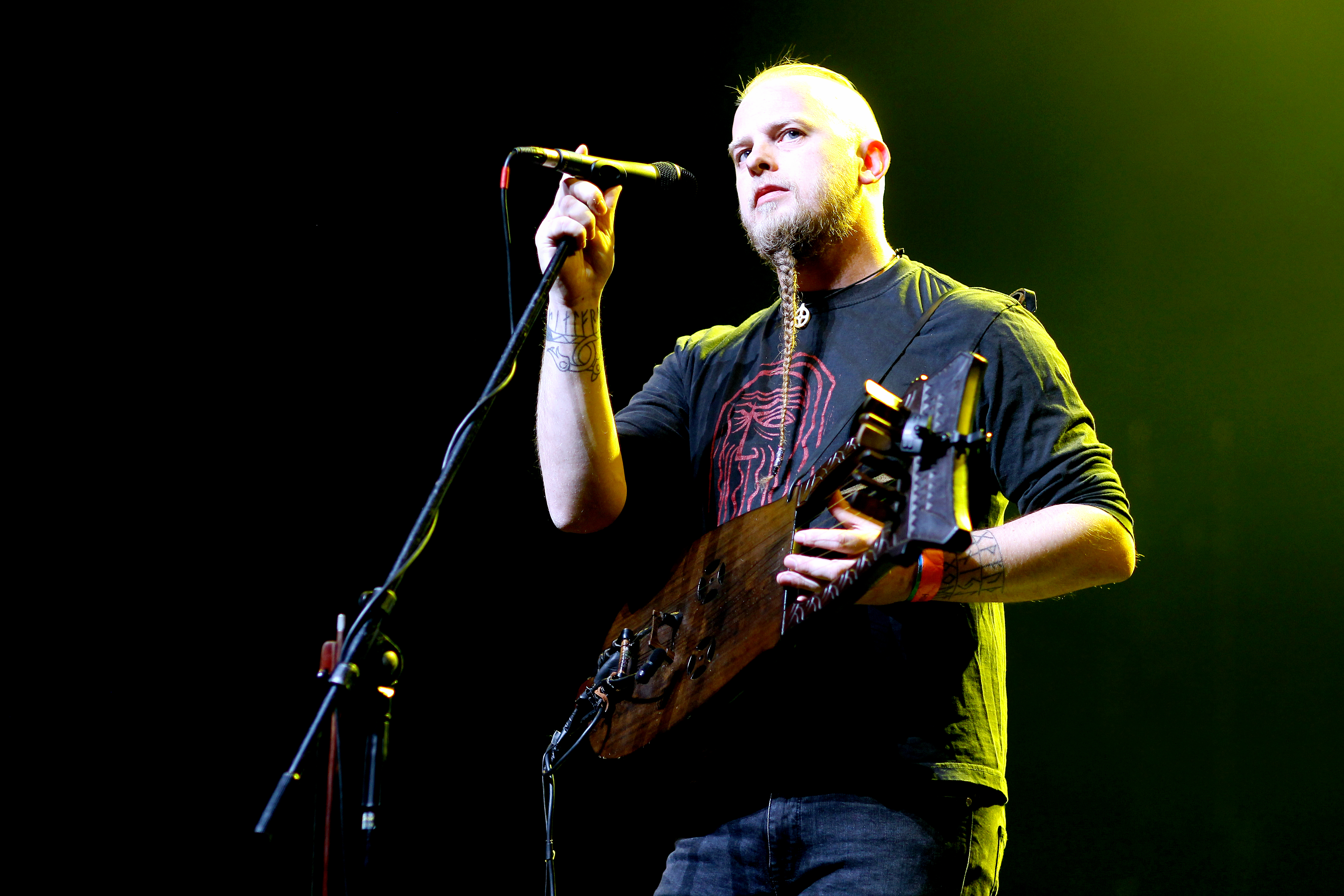
Einar Selvik (Kvitrafn) au Wave-Gotik-Treffen en 2018.

En 2014, Einar Selvik annonce sur la page Facebook officielle du groupe qu'ils participeraient à la composition de la bande-originale de la série TV Vikings, en compagnie de Trevor Morris.
Dans la saison 1, la chanson Fehu est entendue durant un raid. Le titre Heimta Thurs est utilisé durant la scène où Ragnar Lodbrok fait subir l'aigle de sang au Jarl Borg (saison 2). Leur plus grand succès, Helvegen, est utilisé au cours de la même saison, dans la scène où Ragnar prépare ses hommes à attaquer encore une fois le Wessex. Le morceau Rotlaust Tre Fell est diffusé quant à lui pendant l'attaque de Paris (saison 3). Le morceau Helvegen est une nouvelle fois utilisé lors de l'épisode 19 : Le secret de la grotte, lors du combat sacré opposant Ubbe et l'un des trois rois Danois, Frodó.
Einar Selvik déclare par la suite qu'il lui est difficile de regarder la série, estimant qu'elle ne représente pas correctement les coutumes et la spiritualité des anciens vikings.

## Instruments et enregistrement
Le groupe utilise des méthodes d'enregistrement en fonction de la symbolique associées aux runes. Quand ils travaillent avec la rune Bjarkan qui signifie bouleau, le groupe va dans la forêt, abat un bouleau et en fait des percussions. Quand ils travaillent avec la rune Lagr (en relation avec l'eau), ils vont dans une rivière ou autre point d'eau et enregistrent le morceau tout en chantant. Ainsi, certains enregistrements se font en extérieur afin de mieux capter la magie de l'endroit en question.
Wardruna utilise des instruments non traditionnels tels que des arbres, de l'eau, des pierres ainsi que des torches. Chaque source de son utilisée dans un morceau est en rapport avec la signification de la rune traitée.
C'est Kvitrafn qui crée tous les instruments à partir de reconstitutions puis il apprend ensuite à en jouer. Il déclare que la fabrication de ces instruments est un processus au cours duquel il ramène les animaux tués à la vie. Einar Selvik a quand même acheté certains instruments comme la corne de chèvre ou de bouc.
Il utilise aussi le nyckelharpa qui est un instrument de musique traditionnel à cordes frottées d'origine suédoise, plus précisément de la région d'Uppland, au nord de Stockholm. Il appartient à la même famille que la vielle à roue et la vièle. Il existe depuis le Moyen Âge (les premières représentations de l'instrument datent du XIVe siècle) sous différentes formes et il connaît un regain d'intérêt depuis les années 1970 en Suède et ailleurs.

## Membres
Les accompagnateurs du duo principal (Einar Selvik et Lindy Fay Hella) changent régulièrement sur les tournées.

### Composition actuelle (2022)

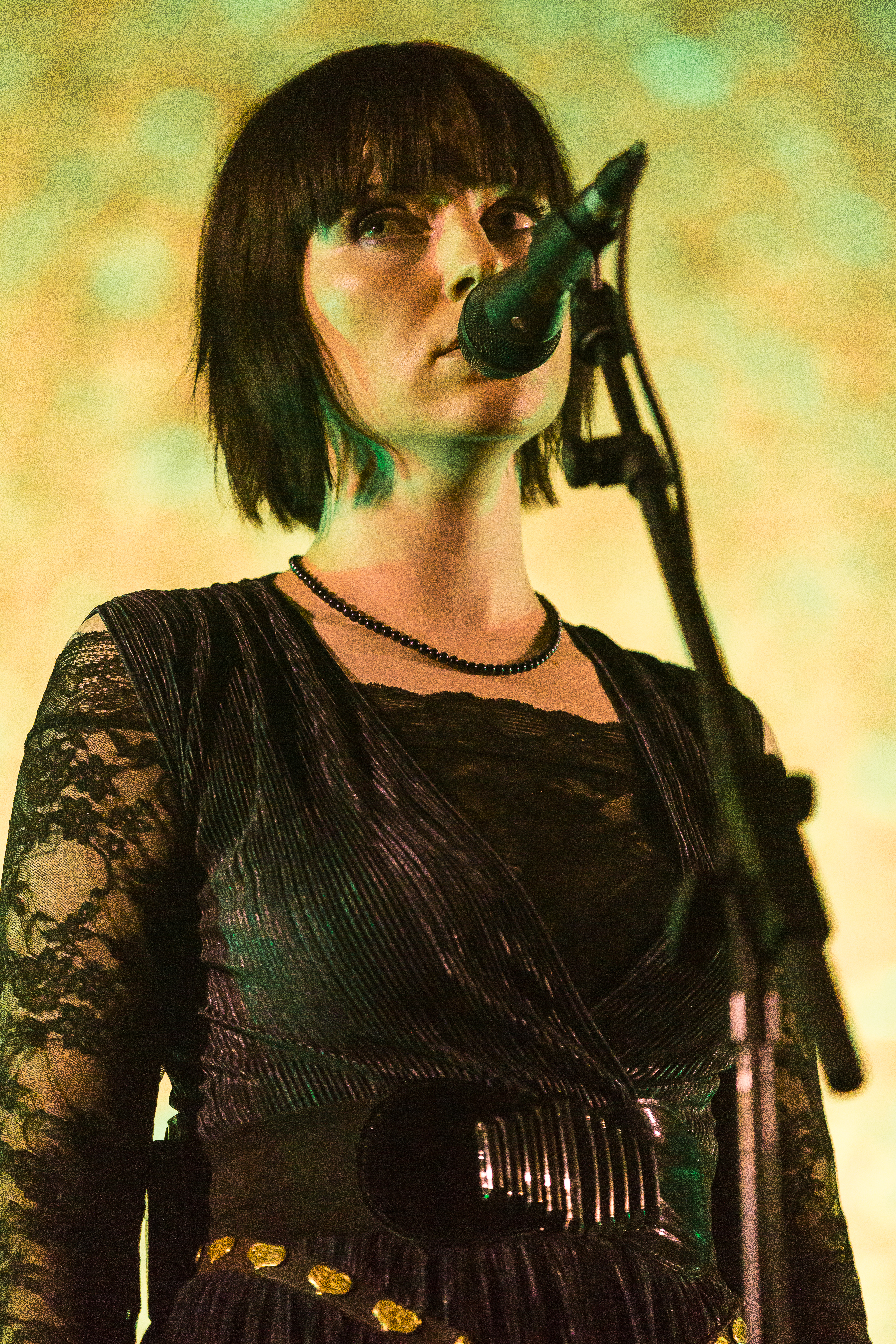
Lindy Fay Hella au Wave-Gotik-Treffen en 2018.

- Einar Selvik (Kvitrafn) : Chant, jouhikko, guimbarde, corne de chèvre, lur, harpe troubadour, écriture et concept
- Lindy Fay Hella : Chant et flûte en os
- Arne Sandvoll, Chant et percussions
- Eilif Gundersen (no) : Corne de bouc, Lur
- H.C. Dalgaard : Percussions
- John Stenersen : Moraharpa

### Anciens membres ou accompagnateurs
- Kristian Espedal (Gaahl) : Chant et concept
- Hallvard Kleiveland : Violon Hardanger
- Jørgen Nyrønning : Violon Hardanger
- Tor Jaran Apold : Violon Hardanger
- Olav Mjelva (no) : Violon Hardanger
- Katrine Stenbekk : Chant